# Чон Гиль Су
Чон Гиль Су (кор. 전길수) — министр железных дорог КНДР по состоянию на 2013—2014 годы.

## Биография
Несколько раз встречался с главой российского ОАО «РЖД» Владимиром Якуниным в ходе подготовки и реализации совместных с КНДР инфраструктурных проектов. Также в «хозяйстве» министра кроме национальных железных дорог имеется особая станция, с которой отправляются личные поезда лидеров КНДР. Ким Ир Сен пользовался ей эксклюзивно, Ким Чен Ын же рассматривает и другие виды транспорта.

## Деятельность
Посещал с визитами Россию и Эстонию, принимая участие в работе координационных органов национальных железных дорог с широкой колеей 1520. Этот визит вызвал особенный интерес в связи с тем, что КНДР и Эстония не имеют дипломатических отношений.
В 2013 году принимал участие в открытии железной дороги, реконструированной в рамках совместного проекта с Россией. В 2014 году вместе с президентом ОАО «РЖД» Владимиром Якуниным выступал уже на торжественном открытии насыпного терминала, построенного сторонами совместно в северокорейском порту Раджин, где произнес речь о важности этого проекта для российско-северокорейских отношений и экономики КНДР.